# Hipposideros edwardshilli
Hipposideros edwardshilli là một loài động vật có vú trong họ Dơi nếp mũi, bộ Dơi. Loài này được Flannery & Colgan miêu tả năm 1993.